# Шлях додому (пісня)
«Шлях додому» (крим. Artıñnı Unutma) — пісня української співачки Джамали, випущена як другий сингл на підтримку нового альбому співачки «Подих», реліз якого відбувся восени 2015 року. Музика і слова написані самою співачкою. Реліз пісні відбувся 18 травня 2015 року в iTunes.

## Опис
«Шлях додому» — пісня, присвячена депортації кримськотатарського народу. За словами виконавиці, композиція стала піснею-сповіддю. Її Джамала присвятила всім, хто шукає свій шлях додому..
«Чи часто ви говорите з батьками про своє коріння? Про те, звідки ви? Хто ви? Про своєму шляху, призначення на цій землі? У моїй родині ми багато говорили на ці теми, про те, що ж таке Батьківщина? Де твій дім? Будинок — це місце, де ти народився де поховані твої предки?»
За словами співачки, її тато і бабуся розповідали їй про складному повернення кримських татар на Батьківщину. І пісня Шлях додому (Artıñnı Unutma) — це продовження розмови з батьком Джамали (у пісні він фігурує як «baba» — батько кримськотатарською). Коли вона їхала з батьківського дому на навчання, проводжаючи, він завжди їй казав: Artıñnı Unutma, — так говорять тим, хто йде з дому, щоб пам'ятали, що у них є дім, не затримувалися. А в кінці додавав: Özüñe baq — бережи себе і починай з себе.

## Учасники запису
- Сусана Джамаладінова — автор музики і тексту, вокал, бек-вокал